# 村民委员会

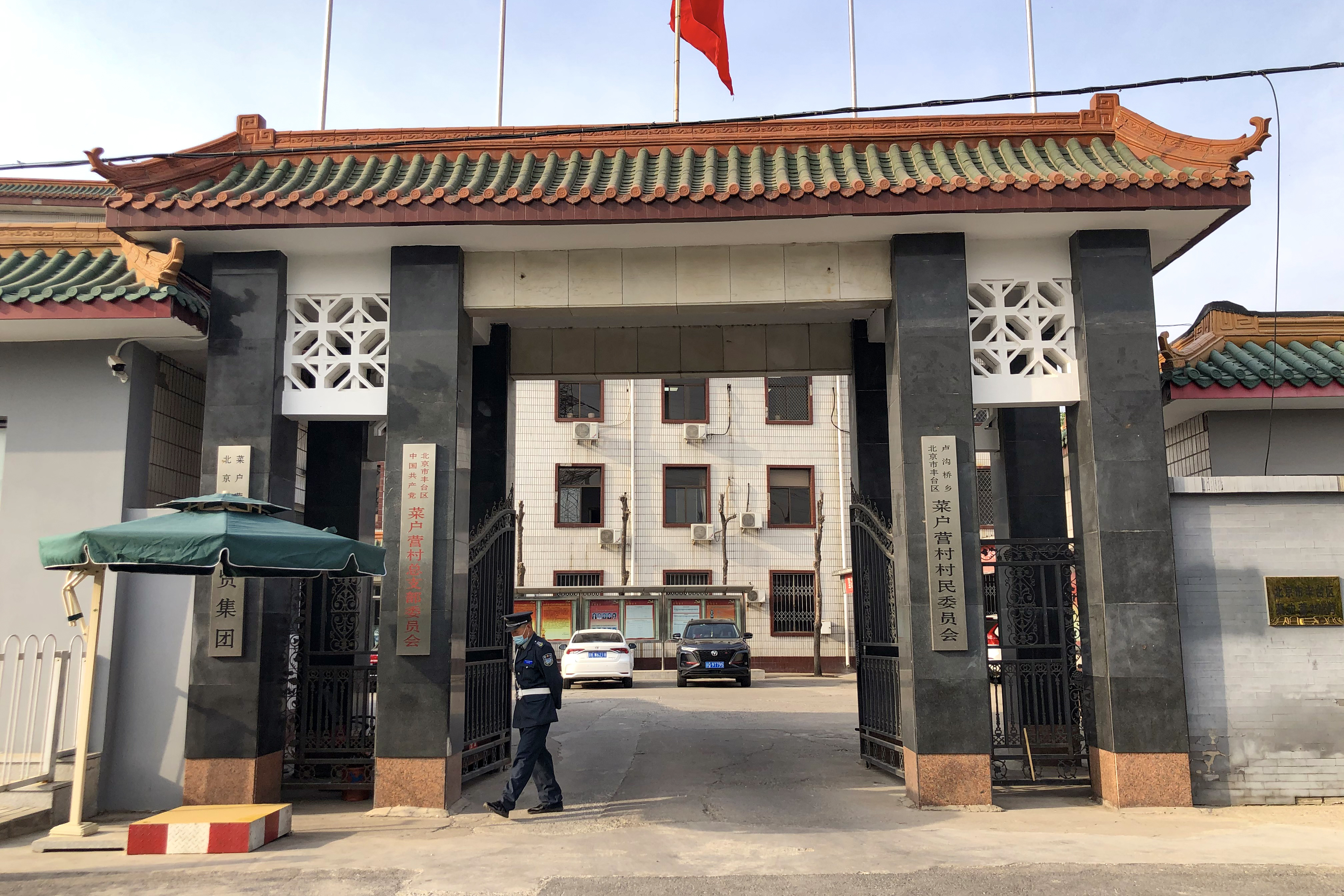
北京市丰台区菜户营村民委员会正门

村民委员会，简称村委会，为中华人民共和国乡或镇所辖的行政村村民选举产生的基层群众性自治组织，其产生的依据为《中华人民共和国村民委员会组织法》。

## 历史
在1957年兴办人民公社至1984年人民公社改为乡镇，中国大陸的行政村对应于生产大队，而村民小组对应着当时的生产队。生产大队、生产队的队长、会计，都必须经由社员大会选举产生。
1980年，广西壮族自治区宜山县、罗城县农民自发组成了准政权性质的群众自治组织，即村民委员会，至此标志着人民公社化以来的生产大队的行政管理体制开始解体，此时的村委会的功能在此只是协助政府维护社会的治安；之后河北、四川等省农村也出现了类似的群众性组织，并且越来越向经济、政治、文化等方面扩展。1982年中华人民共和国宪法确认了村民委员会的法律地位，为村民自治提供了法律依据。1988年6月1日《中华人民共和国村民委员会组织法》开始试行，之后约有60%的行政村初步实行了村民自治，1998年11月4日《村民委员会组织法》修订稿正式颁布施行，从民主原则到公民行为经历了巨大的历史跨越，也是中国大陆自农村实行家庭联产承包责任制后农村政治生活的最大变化。从1988年村委会组织法试行至今，大陆地区绝大部分农村进行了3至4次村委会选举，选举的规范化、民主化程度在基层在逐步提高。
2018年12月29日十三届全国人大常委会第七次会议表决通过关于修改村民委员会组织法的决定，村民委员会每届任期五年，届满应当及时举行换届选举。村民委员会成员可以连选连任。

## 影响评价

### 正面
由村民直接投票、选举村民委员会主任、副主任和委员，理论上可以改变村干部长期以来由上级任命的状况，把村干部的选举任用权交给了村民，打破了人民公社体制和生产大队体制，改变了村干部只接受来自上面的指令、只对上级负责的状况，使村干部有可能倾听来自农民群众的声音和接受村民的监督。理论上村民自己的事情自己决定、自主办理，改变了过去政府包办一切的管理模式，一定程度上推动了农村政治体制改革的深入。

### 负面
近幾年來，不少學者觀察到一些現象是：即使通過村民選舉產生的村委會主任也仍然高度壟斷公共權力，凡事個人說了算，使得村民自治淪為村主任自治。在一部份農村地區，村民自治主要仍停留在村委會民主選舉環節上，在選舉後的民主決策、民主管理及民主監督，仍處於一種停滯的狀況。

谨此台湾研究学者陳淳斌认为村民自治依然是鄉鎮政府擠壓下的村民自治。地方政府雖然難以公開干預村委會選舉，但仍然利用行政權力控制村的領導人和村的公共治理。村民自治的程度，也取決於地方政府的放權以及人民集體行動彼此間博弈的結果。

## 班子成员
根据《村民委员会组织法》第六条的规定，“村民委员会由主任、副主任和委员共三至七人组成。”第十一条规定“村民委员会主任、副主任和委员，由村民直接选举产生。任何组织或者个人不得指定、委派或者撤换村民委员会成员。”实际上村民委员会成员如果触犯了经济问题或职务犯罪问题，上级纪检委有权查处。
村民委员会任期五年。
在经济欠发达地区一个行政村的村民委员会通常设村民委员会主任（简称“村主任”，常被错误的称为“村长”）1人、治保主任1人、妇女主任1人。成员的产生，在经历“行政村合并”以后班子的产生，改变了过去实际由上级委任而形式上选举走向由村民民主选举。少数地区选举过程异常激烈，相当多地方出现农村宗族势力控制选举或贿选等不正常现象，但官方正在致力于纠正这种弊端。
在经济较发达，或者村办企业兴盛的地方，村民委员会一般设有村民委员会主任、村民委员会副主任、基建主任、经建主任、治保主任、妇女主任、民兵连长、会计等成员。甚至设有信息员（负责统计与信息上报）、出纳、司机、档案员（管理村务档案）、打字员、水电工、保安、保洁员等专职聘用人员。
与中央人民政府实行的总理负责制、省市县乡四级地方人民政府实行的行政首长负责制完全不同，村民委员会不实行村委会主任负责制，而是“实行少数服从多数的民主决策机制”（《村委会组织法》第29条）。也就是说村务工作必须由村民委员会全体委员集体民主决策，少数服从多数。村民委员会向村民会议、村民代表会议负责并报告工作。村民委员会主任也没有“组阁权”，也就是说村民委员会班子成员任免不是由村委会主任说了算，而是由村民大会直接选罢，班子成员对村民大会直接负责。
乡镇政府组织实施对村民委员会的任期审计及离任审计。

## 待遇
由于班子产生依赖民主选举，有任期制。村委会成员不属于国家干部，属于地方自治机构，不能由政府财政支付工资。 职务收入由村民决定和支付，在某些贫穷的村庄村委会成员基本上没有相应额外收入，所以村委会成员大部分还是靠自己的务家务工收入为主。现在越来越多的富裕企业家开始竞选村委会职位，他们往往也不需要村民支付工资。